# 4625 Shchedrin
4625 Shchedrin è un asteroide della fascia principale. Scoperto nel 1982, presenta un'orbita caratterizzata da un semiasse maggiore pari a 2,6035743 UA e da un'eccentricità di 0,2354598, inclinata di 1,60313° rispetto all'eclittica.